# Henriqueta Amália de Anhalt-Dessau
Henriqueta Amália Maria de Anhalt-Dessau (16 de agosto de 1666 – 18 de abril de 1726) foi uma princesa de Anhalt-Dessau por nascimento e princesa de Nassau-Dietz pelo seu casamento com o príncipe Henrique Casimiro II de Nassau-Dietz.

## Família
Henriqueta Amália era a quinta criança e quarta filha a nascer do príncipe João Jorge II de Anhalt-Dessau e da princesa Henriqueta Catarina de Orange-Nassau. Os seus avós paternos eram o príncipe João Casimiro de Anhalt-Dessau e a condessa  Inês de Hesse-Cassel. Os seus avós maternos eram o stadtholder Frederico Henrique de Orange e a condessa Amália de Solms-Braunfels.

## Casamento e descendência
Henriqueta Amália casou-se com o sua primo, o príncipe Henrique Casimiro II de Nassau-Dietz, no dia 26 de Novembro de 1683. Juntos tiveram nove filhos:
1. Henrique Jorge de Nassau-Dietz (24 de junho de 1684 – 25 de junho de 1685)
2. Henriqueta Albertina de Nassau-Dietz (24 de junho de 1686 – 22 de janeiro de 1754); sem descendência.
3. João Guilherme Friso de Orange-Nassau (4 de agosto de 1687 – 14 de julho de 1711); casado com a princesa Maria Luísa de Hesse-Cassel; com descendência.
4. Maria Amália de Nassau-Dietz (29 de janeiro de 1689 – 27 de janeiro de 1771); sem descendência.
5. Sofia Edviges de Nassau-Dietz (8 de março de 1690 – 1 de março de 1734); casada com o duque Carlos Leopoldo de Mecklemburgo-Schwerin; sem descendência.
6. Isabel Carlota de Nassau-Dietz (22 de janeiro de 1692 – 18 de setembro de 1757); casada com o príncipe Cristiano de Nassau-Dillenburg; sem descendência.
7. Joana Inês de Nassau-Dietz (15 de dezembro de 1693 – 19 de março de 1765); sem descendência.
8. Luísa Leopoldina de Nassau-Dietz (12 de janeiro de 1695 – 20 de janeiro de 1758); sem descendência.
9. Henriqueta Casimira de Nassau-Dietz (29 de junho de 1696 – 18 de dezembro de 1738); sem descendência.

Quando o seu marido morreu, o seu filho e herdeiro, o príncipe João Guilherme Friso de Orange, ainda era menor, por isso Amália foi a sua regente até este atingir a maioridade.
Amália morreu em 1726, aos cinquenta e nove anos de idade.